# Звёздная астрономия

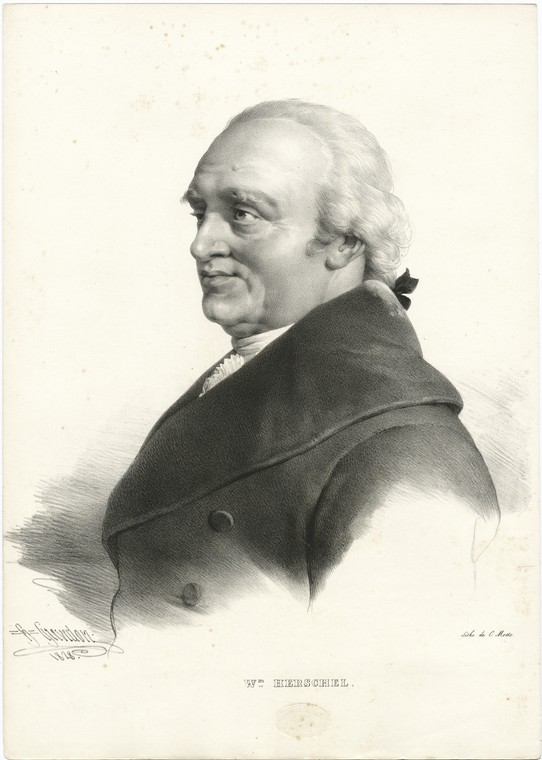
Уильям Гершель

Звёздная астрономия — раздел астрономии, который изучает состав и общие закономерности строения, динамику и эволюцию звёздных систем и подсистем и следит за их воплощением применительно к нашей Галактике. Основные разделы звёздной астрономии — звёздная динамика, звёздная статистика и звёздная кинематика. Одним из основателей этой науки, как и в случае с галактической астрономией является сэр Уильям Гершель.
Не следует путать звёздную астрономию и астрофизику; последняя изучает физические характеристики отдельных объектов (звёзд, газовых облаков и туманностей и т.д), тогда как звёздная астрономия специализируется на общих свойствах групп объектов. Для того, чтобы сделать максимально точные выводы, звёздная астрономия активно использует статистические методы анализа данных, для чего берется множество характеристик звёздных объектов.